# Pomnik Szmula Zygielbojma w Warszawie
Pomnik Szmula Zygielbojma − monument znajdujący się przy ulicy Lewartowskiego 6 (od strony ulicy Zamenhofa) na warszawskim Muranowie, upamiętniający Szmula Zygielbojma.

## Opis
Pomnik został odsłonięty 22 lipca 1997, w 55. rocznicę rozpoczęcia w getcie wielkiej akcji deportacyjnej. Składa się z dwóch części: roztrzaskanego kwadratowego bloku szarego granitu ułożonego na chodniku oraz pionowej sjenitowej płyty umieszczonej w elewacji parteru budynku, z kolumnami po obu stronach, z napisem w językach polskim i jidysz: 

Milczeć nie mogę i żyć nie mogę, gdy giną resztki ludu żydowskiego w Polsce...
 Szmul M. Zygielbojm 11 maja 1943 Londyn.

Autorem projektu pomnika był Marek Moderau.
Monument stanowi jeden z elementów Traktu Pamięci Męczeństwa i Walki Żydów, prowadzącego od skrzyżowania ulic Anielewicza i Zamenhofa i Pomnika Bohaterów Getta do Pomnika Umschlagplatz. Przed pomnikiem znajduje się jeden ze sjenitowych bloków Traktu z napisem w języku polskim i hebrajskim:

Szmul Zygielbojm 1895−1943, przedstawiciel Bundu w Radzie Narodowej R.P. w Londynie; na znak protestu wobec bierności rządów państw sprzymierzonych w obliczu zagłady Żydów w getcie warszawskim 12 maja 1943 odebrał sobie życie.